# اریترینا فلبلیفرمیس
اریترینا فلبلیفرمیس (نام علمی: Erythrina flabelliformis) نام یک گونه از تبار فازئولآ است.